# Harold Earl Roche
Pour les articles homonymes, voir Roche (homonymie).
Harold Earl Roche (8 septembre 1893 - 22 août 1961) est un homme politique canadien de la Colombie-Britannique. Il est député provincial créditiste dans la circonscription britanno-colombienne de North Peace River de 1956 à 1960.